# إسباينوزا دي كيرفيرا
بلدية إسباينوزا دي كيرفيرا (بالإسبانية: Espinosa de Cervera)‏، هي إحدى بلديات مقاطعة برغش، التي تقع في منطقة قشتالة وليون، والتي تقع في شمال غرب إسبانيا.
يبلغ عدد سكانها 111 نسمة وفقاً لإحصائية سنة (2002).